# Варгас Альсамора, Аугусто
Аугусто Варгас Альсамора (исп. Augusto Vargas Alzamora; 9 ноября 1922, Лима, Перу — 4 сентября 2000, там же) — перуанский кардинал, иезуит. Титулярный епископ Чиззи и апостольский викарий Хаэна или Сан-Франсиско-Хавьера с 8 июня 1978 по 23 августа 1985. Архиепископ Лимы и примас Перу с 30 декабря 1989 по 9 января 1999. Кардинал-священник с титулом церкви Сан-Роберто-Беллармино с 26 ноября 1994.

## Биография
В 1940 году вступил в Общество Иисуса. Он учился на философском факультете иезуитов в Сан-Мигеле, Аргентина и в Мадриде. Он продолжил учебу в Гранаде, Испания, и в университете Сан-Маркоса, Лима, Перу, где получил докторскую степень. 8 июня 1978 года Папа Павел VI назначил его титулярным епископом Чиззи и апостольским викарием Хаэна, Перу. В 1982 году он был избран генеральным секретарем Конференции католических епископов Перу и дважды переизбирался. Он должен был стать ее председателем с 1993 по 1999 год. В 1985 году он ушёл в отставку с поста викария. В 1989 году Папа Иоанн Павел II назначил его архиепископом Лимы, где он оставался до выхода на пенсию в 1999 году. 26 ноября 1994 года Папа Иоанн Павел возвел его в сан кардинала консистории, сделав его кардиналом-священником Сан-Роберто-Беллармино.
Будучи архиепископом Лимы, он часто конфликтовал с президентом Перу Альберто Фухимори, требуя, чтобы президент соблюдал права человека в демократическом обществе, а на более позднем этапе — из-за того, что президент продвигал программы планирования семьи. Он открыто выступал против избрания Фухимори.

## Смерть
В 1999 году из-за болезни он ушел в отставку с поста архиепископа Лимы и до самой своей смерти продолжал служить в приюте для бездомных, который он основал в Лиме. Кардинал Аугусто Варгас Альсамора скончался 4 сентября 2000 года в Лиме и был похоронен в крипте местной базилики.